# Phaeophilacris pilipennis
Phaeophilacris pilipennis är en insektsart som först beskrevs av Lucien Chopard och Boris Petrovich Uvarov 1934.  Phaeophilacris pilipennis ingår i släktet Phaeophilacris och familjen syrsor. Inga underarter finns listade i Catalogue of Life.